# Avenue Albert-Ier-de-Monaco
Ne doit pas être confondu avec Cours Albert-Ier.
L’avenue Albert-Ier-de-Monaco est une voie située dans le quartier de la Muette du 16e arrondissement de Paris.

## Situation et accès
Cette avenue est l’une des voies des jardins du Trocadéro.
L'avenue Albert-Ier-de-Monaco est desservie à proximité par la ligne 6 à la station Trocadéro.

## Origine du nom

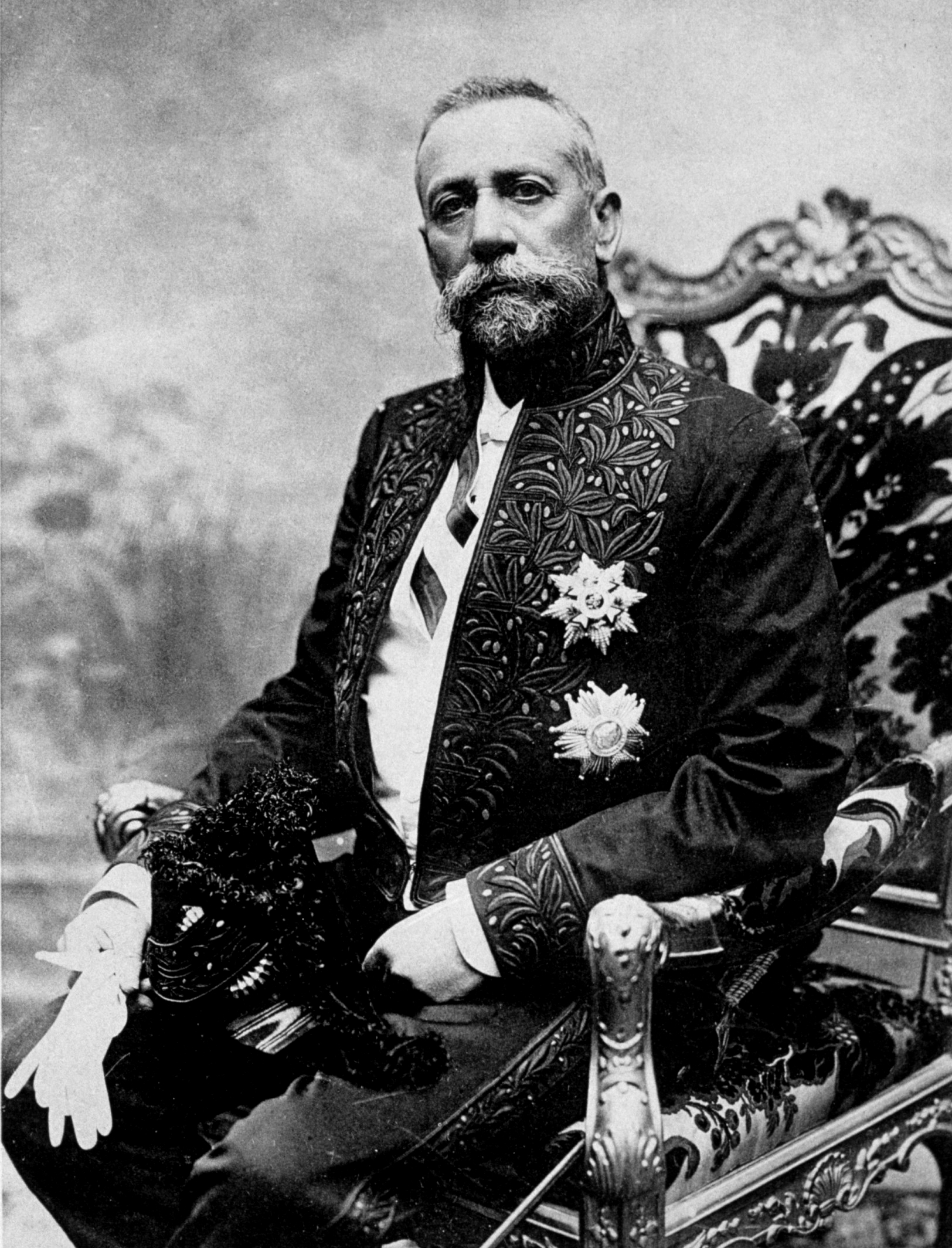
Le prince Albert Ier de Monaco vers 1910.

Cette voie rend hommage à Albert Ier de Monaco (1848-1922), né et mort à Paris, prince souverain (1889) de la principauté de Monaco et mécène d’instituts à Paris : l’Institut océanographique de Paris et l’Institut de paléontologie humaine. Il a également combattu pour la France lors de la guerre franco-allemande de 1870.

## Historique
Cette avenue, qui remonte le flanc ouest des bassins (fontaine du Trocadéro) des jardins du Trocadéro, prend le nom d'« avenue Albert-Ier-de-Monaco » par un arrêté du 22 janvier 1932.
Depuis 1932, deux autres voies des jardins du Trocadéro ont aussi reçu le nom de monarques : l’avenue Gustave-V-de-Suède (en 1951) et l’avenue Hussein-Ier-de-Jordanie (en 1999).

## Bâtiments remarquables et lieux de mémoire
- L'avenue longe le côté ouest du bassin central (dit fontaine du Trocadéro) des jardins du Trocadéro.